# Výbor na obranu nespravedlivě stíhaných
Výbor na obranu nespravedlivě stíhaných (VONS) bylo sdružení občanů založené 27. dubna 1978 v komunistickém Československu, jehož cílem bylo sledovat a zveřejňovat případy politických vězňů a dalších osob pronásledovaných z politických důvodů. Motivací pro založení výboru bylo zjištění, že na mediálně známé osobnosti si StB tolik netroufla jako na lidi neznámé, kteří tak byli bez mezinárodní mediální ochrany perzekvováni daleko více. Reakcí na činnost výboru byly represe zaměřené proti samotným jeho členům.
Pod zakládajícím prohlášením VONSu je jmenováno těchto sedmnáct aktivistů: Rudolf Battěk, Otta Bednářová, Jarmila Bělíková, Václav Benda, Jiří Dienstbier, Václav Havel, Přemysl Janýr, Elzbieta Ledererová, Václav Malý, Ivan Medek, Dana Němcová, Ludvík Pacovský, Jiří Ruml, Gertruda Sekaninová-Čakrtová, Anna Šabatová, Jan Tesař a Petr Uhl.

## Poslání
Cílem VONSu bylo sledovat a zveřejňovat případy lidí, kteří byli v Československu (vesměs z politických důvodů) stíhání a souzeni v rozporu s československými zákony a mezinárodními úmluvami o lidských právech, a poskytovat jim pomoc. Jednotlivé případy byly zveřejňovány ve formě sdělení. Sdělení byla zasílána československým státním orgánům, světovým agenturám (Reuters, AFP, DPA) a zahraničním svobodným médiím (Svobodné Evropě, BBC či Hlasu Ameriky). Celkově bylo těchto sdělení 1125.
Význam činnosti VONSu spočíval kromě toho, že členové pomáhali postiženým se zajišťováním právního zastoupení a zprostředkováním finanční i jiné pomoci, také v psychické vzpruze stíhaných osob a dále pak v rozšiřování mezinárodního povědomí o jednotlivých případech. Přístup komunistického režimu k mezinárodně známým obviněným byl o něco mírnější než k lidem světu zcela neznámým.

## Reakce režimu
VONS navazoval na Chartu 77 a většina členů výboru byla jejími signatáři. Členové VONS byli pro svou činnost komunistickým režimem pronásledováni, někteří museli odejít do exilu v souvislosti s akcí Státní bezpečnosti s krycím názvem Asanace.
Velké ohlasy v zahraničí získal v roce 1979 soudní proces s šesti hlavními představiteli VONS (Uhl, Havel, Benda, Bednářová, Němcová a Dienstbier), odsouzenými v procesu k trestům od dvou do pěti let. Po jejich uvěznění vstoupili do Výboru noví členové a činnost Výboru pokračovala.
Dva členové Výboru (Věra Vránová a JUDr. Josef Danisz) byli agenty Státní bezpečnosti.

## Po listopadu 1989
Výbor vyvíjel činnost také po listopadu 1989, kdy se s minimálním úspěchem snažil o očištění justice. Mezi členy Výboru narůstaly rozpory a v červnu 1996 členové rozhodli o pozastavení činnosti VONS. V současné době se o obdobnou činnost snaží Amnesty International a spolek Šalamoun.

### Společnost na obranu nespravedlivě stíhaných
Roku 2017 vznikla také Společnost na obranu nespravedlivě stíhaných (SONS), která přímo navázala na odkaz VONS a která si dala za cíl poukazovat na konkrétní kauzy, v nichž podle jejich názoru český justiční systém pochybil. První kauzou, jíž se SONS věnoval, je případ Radima Špačka odsouzeného v kauze spojené s tunelováním evropských fondů.

## Seznam členů
V závorce je uvedeno datum, kdy bylo členství zveřejněno.
- Rudolf Battěk (27. 4. 1978)
- Otta Bednářová (27. 4. 1978)
- Jarmila Bělíková (27. 4. 1978)
- Václav Benda (27. 4. 1978)
- Petr Cibulka (2. 12. 1985)
- Albert Černý (5. 1. 1979)
- Josef Danisz (5. 2. 1980)
- Stanislav Devátý (3. 6. 1986)
- Jiří Dienstbier (27. 4. 1978)
- Karel Freund (19. 6. 1979)
- Zina Freundová (19. 6. 1979)
- Jiří Gruntorád (1. 8. 1984)
- Václav Havel (27. 4. 1978)
- Zbyněk Hejda (19. 6. 1979)
- Milan Hulík (9. 9. 1990)
- Martin Hybler (19. 6. 1979)
- Přemysl Janýr ml. (27. 4. 1978)
- Ivan Jirous (15. 5. 1981)
- Alfréd Kocáb (členství nezveřejněno)
- Elzbieta Ledererová (27. 4. 1978)
- Ladislav Lis (7. 7. 1978)
- Jan Litomiský (19. 6. 1979)
- Václav Malý (27. 4. 1978)
- Lenka Marečková (3. 6. 1986)
- Michal Matzenauer (19. 6. 1979)
- Ivan Medek (27. 4. 1978)
- Dana Němcová (27. 4. 1978)
- Jiří Němec (3. 8. 1978)
- Ludvík Pacovský (27. 4. 1978)
- Jan Pavelka (19. 6. 1979)
- Petr Pospíchal (10. 12. 1987)
- Pavel Roubal (19. 6. 1979)
- Jan Ruml (19. 6. 1979)
- Jiří Ruml (27. 4. 1978)
- Gertruda Sekaninová-Čakrtová (27. 4. 1978)
- Andrej Stankovič (19. 6. 1979)
- Jaroslav Suk (27. 4. 1978)
- Anna Šabatová (27. 4. 1978)
- Petruška Šustrová (19. 6. 1979)
- Jan Tesař (27. 4. 1978)
- Jakub Trojan (6. 3. 1979)
- Petr Uhl (27. 4. 1978)
- Zdeněk Vokatý (19. 6. 1979)
- Věra Vránová (1. 6. 1980)

Několik členů VONS se z tehdejšího Československa vystěhovalo, ale přesto se dále podíleli na práci výborů ve Velké Británii, Rakousku, Francii a Švédsku.